# Velikaja (Narva)
Velikaja (rus. Вели́кая) je rijeka u Novosokolničeskom, Pustoškinskom, Sebežskom, Opočeckom, Puškinogorskom, Ostrovskom, Palkinskom i Pskovskom rajonu Pskovske oblasti, kao i u gradu Pskovu u Rusiji. Ona je najveći pritok Čudskog jezera i pripada slivu Narve. Duga je 430 km, s površinom porječja od 25200 km2. Naziv rijeke doslovno znači "Velika" na ruskom. Gradovi Opočka, Ostrov i Pskov nalaze se na obalama Velike. 

## Tok rijeke
Izvor rijeke Velike se nalazi u Bežanickim visovima na sjeverozapadu Novosokolničkog rajona. Rijeka teče prema jugu kroz sustav jezera do jezera Verjato, gdje skreće prema zapadu. Prihvaća Alolju s desne strane i postupno skreće prema sjeveru, prolazeći kroz grad Opočku. Sjeverozapadno od naselja urbanog tipa Puškinskije Gori skreće prema zapadu, prihvaća Sinjaju s lijeve strane i okreće se prema sjeveru. U gradu Pskovu Velikaja prihvaća Pskovu s desne strane i skreće prema sjeverozapadu, formirajući riječnu deltu dok ulazi u Čudsko jezero, koje se izlijeva u Finski zaljev putem rijeke Narve.
Glavni pritoci Velikaje su Alolja (desno), Isa (lijevo), Sorot (desno), Sinjaja (lijevo), Utroja (lijevo), Kuhva (lijevo), Čerjoha (desno) i Pskova (desno).
Porječje Velikaje obuhvaća prostrana područja na zapadu i jugozapadu Pskovske oblasti, kao i na istoku Latvije i na sjeveru Vitebske oblasti Bjelorusije.

## Povijest
Rijeka ima značajan povijesni značaj. Pskov je osnovan 903. godine, a Velikaja mu je omogućavala pristup moru, preko Čudskog jezera i rijeke Narve.

## Promet
Velikaja je plovna u svom donjem toku u duljini od 34 km.

## Galerija
- Velikaja u Piskovičima, Pskovski okrug
- Velikaja u gradu Pskovu, blizu Pskov Kroma
- Velikaja u Selikhnovu, okrug Pushkinogorski

## Vanjske poveznice
|  | Zajednički poslužitelj ima još gradiva o temi Velikaja (Narva) |

- Velikaja u Državnom vodnom registru Rusije. textual.ru (ruski)